# William Lincoln Bakewell
William Lincoln Bakewell foi o único americano a bordo do Endurance durante a Expedição Transantártica Imperial de 1914–1916 com Sir Ernest Shackleton. William Bakewell se juntou à tripulação do Endurance em Buenos Aires, Argentina com seu amigo Perce Blackborow. Bakewell foi contratado como um marinheiro capaz. As aventuras de Bakewell, incluindo seu tempo a bordo do Endurance, são documentadas em suas próprias palavras em suas memórias The American on the Endurance.